# Dhafer Youssef

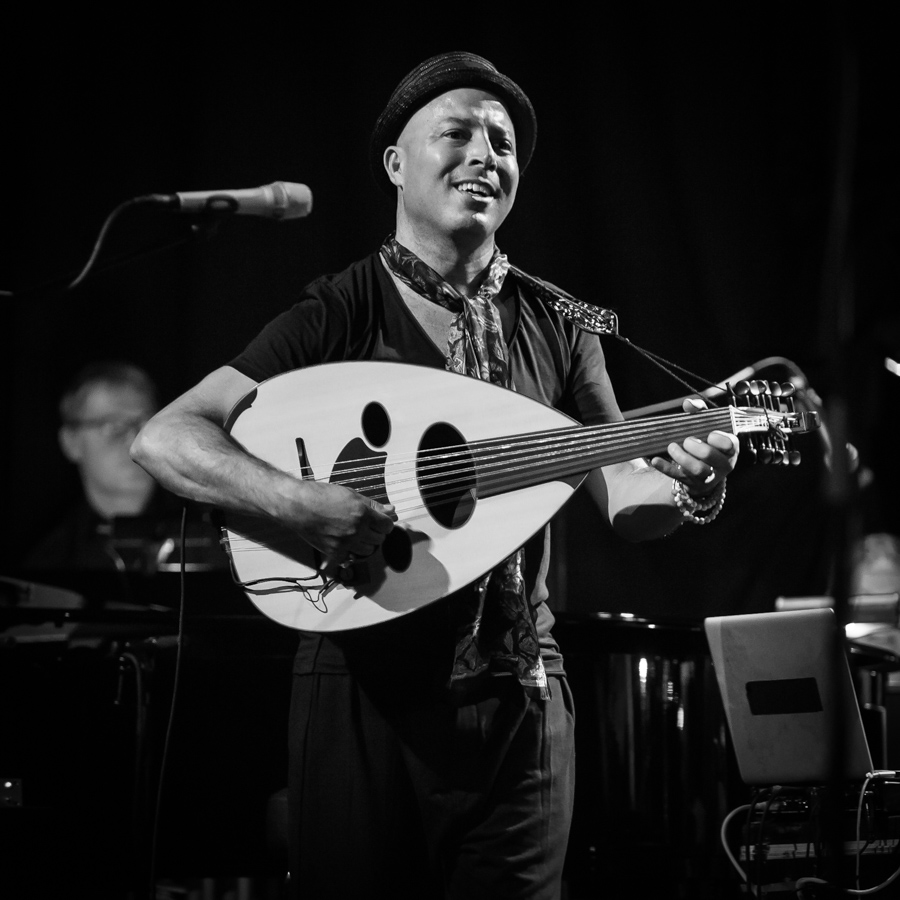
Dhafer Youssef, Oslo Jazzfestival 2015

Dhafer Youssef (arabisch ظافر يوسف), mit vollem Namen Dhafer bin Youssef bin Tahar Maarref (* 19. November 1967 in Téboulba), ist ein tunesischer Jazzmusiker.

## Leben
Dhafer bildete sich autodidaktisch als Oud-Spieler aus. 1989 wanderte er nach Österreich aus, wo er zunächst als Tellerwäscher in Graz, später in Wien lebte. Dort lernte er den Geiger Anton Burger kennen, mit dem er einige Theatermusiken produzierte, und bekam Kontakt zur Jazzszene. Er arbeitete zunächst mit Musikern wie Carlo Rizzo, Nguyên Lê, Jon Hassell,  Paolo Fresu und Iva Bittová, später auch mit Bill Laswell, Nils Petter Molvær, Bugge Wesseltoft, Eivind Aarset, Markus Stockhausen, Gilad Atzmon, Jack DeJohnette, Herbie Hancock, Marcus Miller, Ambrose Akinmusire, Rakesh Chaurasia und Wolfgang Muthspiel, mit dem er 2007 das Duo-Album Glow vorlegte. Seit 2002 lebt er in Paris.

## Diskografische Hinweise
- 1996: Mousafer
- 1999: Malak
- 2001: Electric Sufi
- 2003: Digital Prophecy
- 2006: Divine Shadows
- 2010: Abu Nawas Rhapsody – Emarcy Records (Universal Music)
- 2013: Birds Requiem – Okeh (Sony Music)
- 2016: Diwan of Beauty and Odd – Okeh (Sony Music)
- 2018: Sounds of Mirrors – Anteprima (Broken Silence)
- 2023 Streets of Minarets – (Back Beat), u. a. mit Herbie Hancock, Marcus Miller, Ambrose Akinmusire, Dave Holland